# ستوارت هول (ملاكم)
ستوارت هول (بالإنجليزية: Stuart Hall)‏ مواليد 24 فبراير 1980 في إنجلترا، هو ملاكم محترف إنجليزي يصنف ضمن فئة وزن الديك بدأ مسيرته الاحترافية سنة 2008 حيث انتصر في نزاله الأول.

## المسيرة الاحترافية
من نزالاته:
- خسر أمام لي هاسكينز (03-09-2016).
- خسر أمام لي هاسكينز (07-07-2012).
- انتصر على إيان نابا (04-06-2010).

## إحصائيات
خاض خلال مسيرته 27 نزالا، فاز في 20 وتعادل في 2 وخسر في 5. فاز بالضربة القاضية في 7 نزالات.

## روابط خارجية
- ستوارت هول على موقع بوكس ريك (الإنجليزية) (registration required)